# Tam Thanh (bãi ngầm)
Bãi ngầm Tam Thanh (tiếng Anh: Glasgow Bank; tiếng Trung: 南乐暗沙; bính âm: Nánlè ànshā, Hán-Việt: Nam Nhạc ám sa) là một bãi ngầm thuộc cụm An Bang của quần đảo Trường Sa. Theo Findlay (1878), bãi trải dài khoảng 3 hải lý (5,6 km) và cấu thành từ cát và chỏm đá - vài chỗ nhô cao 6,4 - 9,8 m so với mặt biển. Bãi này nằm về phía đông bắc đá Công Đo.
Bãi ngầm Tam Thanh là đối tượng tranh chấp giữa Việt Nam, Đài Loan, Philippines và Trung Quốc. Có nguồn dẫn rằng Malaysia đã vẽ bãi này vào tấm bản đồ thể hiện ranh giới lãnh hải và thềm lục địa của mình. Hiện chưa rõ nước nào thực sự kiểm soát bãi ngầm này.